# Taça Paraná de Futebol Amador
 (11 títulos)
Taça Paraná é a principal competição do futebol amador do estado brasileiro do Paraná. Organizado, anualmente pela Federação Paranaense de Futebol, esta competição tem o objetivo de reunir os campeões das ligas interioranas e também da capital e do litoral do estado em uma tradição que ocorre desde o ano de 1964. O campeão é o representante do estado em algumas competições amadoras no Brasil e na América do Sul, como o Campeonato Sul-Brasileiro de Futebol Amador.

## História
O futebol amador do Paraná se confunde com os grandes clubes do estado, pois desde 1917 já existiam torneios exclusivos para times de bairro e que alimentavam, em algumas oportunidades, os clubes de massa quando estes levavam para seus elencos, alguns jogadores. Em Curitiba e nas principais cidades do estado, criaram-se varias ligas de futebol. Alguns campeões destas ligas chegaram a disputar algumas fases do Campeonato Paranaense de Futebol, bem como, vários clubes de várzea obtiveram acesso ao campeonato profissional e assim, em 1947, a Federação Paranaense de Futebol (F.P.F.) começou a organizar, oficialmente, o futebol amador. No início da década de 1960, a F.P.F. fez algumas tentativas em um torneio estadual, porém, somente em 1964, com a criação da Taça Paraná, a federação obteve sucesso. A Taça Paraná foi criada pelo então superintendente da F.P.F., Hugo Weber (1918-2011), como sendo a principal competição amadora do estado, mantendo, até a atualidade, esta condição.
Os troféus da Taça Paraná recebem o nome de grandes personalidades do futebol amador do estado e são de posse transitória. Este troféu deixará de ser transitório quando uma mesma equipe for campeã em três ocasiões alternadas ou duas vezes consecutivas.
O primeiro campeão da Taça Paraná foi o Ferroviário Esporte Clube de União da Vitória.

## Campeões
Abaixo segue a relação dos campeões da Taça Paraná desde a sua criação em 1960 (a partir de 1964 passou a se chamar Taça Paraná).
| Ano                         | Campeão             |
| --------------------------- | ------------------- |
| Campeonato Amador do Estado |                     |
| 1960                        | Real                |
| 1961                        | não realizado       |
| 1962                        | Monte Alegre        |
| 1963                        | não realizado       |
| Taça Paraná                 |                     |
| 1964                        | Ferroviário         |
| 1965                        | Trieste             |
| 1966                        | Trieste             |
| 1967                        | Corinthians         |
| 1968                        | Fanático            |
| 1969                        | Trieste             |
| 1970                        | Trieste             |
| 1971                        | Trieste             |
| 1972                        | União Medianeirense |
| 1973                        | Iguaçu              |
| 1974                        | Aimoré              |
| 1975                        | XV de Novembro      |
| 1976                        | Fanático            |
| 1977                        | Demafra             |
| 1978                        | Fanático            |
| 1979                        | Fanático            |
| 1980                        | Internacional       |
| 1981                        | Internacional       |
| 1982                        | Caramuru            |
| 1983                        | Fanático            |
| 1984                        | Trieste             |
| 1985                        | Trieste             |
| 1986                        | Fanático            |
| 1987                        | Sete de Setembro    |
| 1988                        | Trieste             |
| 1989                        | Vila Fanny          |
| 1990                        | Trieste             |
| 1991                        | Vila Fanny          |
| 1992                        | Palmeira            |
| 1993                        | Flórida             |
| 1994                        | Pitanga             |
| 1995                        | Ypiranga            |
| 1996                        | Internacional       |
| 1997                        | Combate Barreirinha |
| 1998                        | Combate Barreirinha |
| 1999                        | Combate Barreirinha |
| 2000                        | Combate Barreirinha |
| 2001                        | Colombo             |
| 2002                        | Combate Barreirinha |
| 2003                        | Engenheiro Beltrão  |
| 2004                        | Madeirit            |
| 2005                        | Combate Barreirinha |
| 2006                        | Trieste             |
| 2007                        | Loandense           |
| 2008                        | São Manoel          |
| 2009                        | Urano               |
| 2010                        | São Manoel          |
| 2011                        | Internacional       |
| 2012                        | Internacional       |
| 2013                        | Internacional       |
| 2014                        | Bandeirantes        |
| 2015                        | Fanático            |
| 2016                        | Fanático            |
| 2017                        | Fanático            |
| 2018                        | Iguaçu              |
| 2019                        | Iguaçu              |
| 2020–22                     | não realizado       |
| 2023                        | Novo Mundo          |
| 2024                        | Trieste             |

### Títulos por equipe
O critério de desempate é o menor número de vice-campeonatos.
| Equipe                                               | Títulos                                                               | Vices                       |
| ---------------------------------------------------- | --------------------------------------------------------------------- | --------------------------- |
| Trieste                                              | 11 (1965, 1966, 1969, 1970, 1971, 1984, 1985, 1988, 1990, 2006, 2024) | 2 (1987 e 2019)             |
| Fanático                                             | 9 (1968, 1976, 1978, 1979, 1983, 1986, 2015, 2016 e 2017)             | 3 (1974, 2014 e 2024)       |
| Inter de Campo Largo                                 | 6 (1980, 1981, 1996, 2011, 2012, 2013)                                | 1 (2016)                    |
| Combate Barreirinha                                  | 6 (1997, 1998, 1999, 2000, 2002, 2005)                                | 3 (2003, 2006 e 2007)       |
| SOBE Iguaçu                                          | 3 (1973, 2018, 2019)                                                  | 3 (1967, 1977, 2017)        |
| Predefinição:Futebol São Manoel                      | 2 (2008, 2010)                                                        | —                           |
| Vila Fanny                                           | 2 (1989, 1991)                                                        | —                           |
| Aymoré                                               | 1 (1974)                                                              | —                           |
| Predefinição:Futebol GE Caramuru                     | 1 (1982)                                                              | —                           |
| Colombo                                              | 1 (2001)                                                              | —                           |
| Demafra                                              | 1 (1977)                                                              | —                           |
| Engenheiro Beltrão                                   | 1 (2003)                                                              | —                           |
| Predefinição:Futebol Ferroviário de União da Vitória | 1 (1964)                                                              | —                           |
| Flórida                                              | 1 (1993)                                                              | —                           |
| Monte Alegre                                         | 1 (1962)                                                              | —                           |
| Novo Mundo                                           | 1 (2023)                                                              | —                           |
| Palmeira                                             | 1 (1992)                                                              | —                           |
| Pitanga                                              | 1 (1994)                                                              | —                           |
| Predefinição:Futebol XV de Londrina                  | 1 (1975)                                                              | —                           |
| Ypiranga de Palmeira                                 | 1 (1995)                                                              | —                           |
| Bandeirantes                                         | 1 (2014)                                                              | 1 (2015)                    |
| Predefinição:Futebol Corinthians de Londrina         | 1 (1967)                                                              | 1 (1965)                    |
| Madeirit                                             | 1 (2004)                                                              | 1 (2000)                    |
| Real-PR                                              | 1 (1960)                                                              | 1 (1962)                    |
| Urano                                                | 1 (2009)                                                              | 1 (2008)                    |
| Predefinição:Futebol Sete de Setembro-PR             | 1 (1987)                                                              | 2 (1980 e 1984)             |
| Predefinição:Futebol União Medianeirense             | 1 (1972)                                                              | 2 (1975 e 1996)             |
| Loandense                                            | 1 (2007)                                                              | 4 (1971, 1972, 1978 e 1989) |

### Títulos por cidade
Em negrito está a capital. O critério de desempate é o menor número de vice-campeonatos.
| Cidade                    | Títulos | Vices |
| ------------------------- | ------- | ----- |
| Curitiba                  | 24      | 12    |
| Campo Largo               | 16      | 5     |
| São Manoel do Paraná      | 2       | —     |
| Palmeira                  | 2       | 1     |
| Colombo                   | 2       | 3     |
| Londrina                  | 2       | 4     |
| Chopinzinho               | 1       | —     |
| Engenheiro Beltrão        | 1       | —     |
| Flórida                   | 1       | —     |
| Matelândia                | 1       | —     |
| Paranavaí                 | 1       | —     |
| Pitanga                   | 1       | —     |
| Telêmaco Borba            | 1       | —     |
| União da Vitória          | 1       | —     |
| Dois Vizinhos             | 1       | 2     |
| Medianeira                | 1       | 2     |
| Guarapuava                | 1       | 3     |
| Loanda                    | 1       | 4     |
| Andirá                    | —       | 1     |
| Boa Esperança             | —       | 1     |
| Cambará                   | —       | 1     |
| Ibiporã                   | —       | 1     |
| Jesuítas                  | —       | 1     |
| Laranjeiras do Sul        | —       | 1     |
| Luiziana                  | —       | 1     |
| Mamborê                   | —       | 1     |
| Marialva                  | —       | 1     |
| Realeza                   | —       | 1     |
| Rondon                    | —       | 1     |
| São Sebastião da Amoreira | —       | 1     |
| Toledo                    | —       | 1     |
| Uraí                      | —       | 1     |
| Verê                      | —       | 1     |
| Marechal Cândido Rondon   | —       | 2     |
| Jacarezinho               | —       | 3     |
| São José dos Pinhais      | —       | 3     |